# Choe Hyeong-min
Choe Hyeong-min (Koreaans: 최형민; 15 april 1990) is een Zuid-Koreaans voormalig wielrenner.

## Carrière
In 2010 won Choe goud op de Aziatische Spelen, door de tijdrit te winnen. Datzelfde jaar werd hij op de baan Aziatisch kampioen scratch.
In 2017 werd Choe voor de derde maal nationaal kampioen tijdrijden, waarmee hij alleen recordhouder werd. In 2016, 2017 en 2018 werd Choe telkens tweede op het Aziatische kampioenschap tijdrijden, in 2014 en 2015 was hij al derde geworden. Hij werd in totaal zes keer nationaal kampioen tijdrijden.

## Overwinningen
2008
 Aziatisch kampioen tijdrijden, Junioren
2010
 Tijdrit op de Aziatische Spelen
2011
 Zuid-Koreaans kampioen tijdrijden, Elite
2016
 Zuid-Koreaans kampioen tijdrijden, Elite
2017
 Zuid-Koreaans kampioen tijdrijden, Elite
2018
1e etappe Ronde van Korea
2019
 Zuid-Koreaans kampioen tijdrijden, Elite
2020
 Zuid-Koreaans kampioen tijdrijden, Elite
2024
 Zuid-Koreaans kampioen tijdrijden, Elite

## Ploegen
- 2010 –  Geumsan Ginseng Asia
- 2011 –  Geumsan Ginseng Asia
- 2012 –  Geumsan Ginseng Cello
- 2013 –  Geumsan Insam Cello
- 2014 –  Geumsan Insam Cello
- 2015 –  Geumsan Insam Cello
- 2016 –  Geumsan Insam Cello
- 2017 –  Geumsan Insam Cello
- 2018 –  Geumsan Insam Cello
- 2019 –  Geumsan Insam Cello
- 2020 –  Geumsan Insam Cello
- 2022 –  Gapyeong Cycling Team
- 2023 –  Geumsan Insam Cello
- 2024 –  Geumsan Insam Cello

Choe · Choi · Im · Jung J. · Jung W. · Kim D. · Kim W. · Lee · Park · Yoon
Choe · Im · Kim K. · Kim W. · Kim Yon. · Kim Yoo. · Lee · Son